# Велика поноћна мистерија
„Велика поноћна мистерија” је југословенски ТВ филм из 1960. године. Режирали су га Јован Коњовић и Влада Петрић а сценарио је написао Александар Обреновић.

## Улоге
| Глумац               | Улога      |
| -------------------- | ---------- |
| Радмило Ћурчић       | Влада      |
| Рахела Ферари        | Мила       |
| Никола Поповић       | Јеврем     |
| Миодраг Поповић Деба | Милиционер |
| Славко Симић         | Панта      |